# Ольбія-Темпіо
Провінція Ольбія-Темпіо (італ. Provincia di Olbia-Tempio) — колишня провінція в Італії, у регіоні Сардинія, що існувала з 2001 до 2016 року. 
Площа провінції — 3 397 км², населення — 159 494 осіб.
Адміністративні центри провінції — міста Ольбія та Темпіо-Паузанія.

## Географія

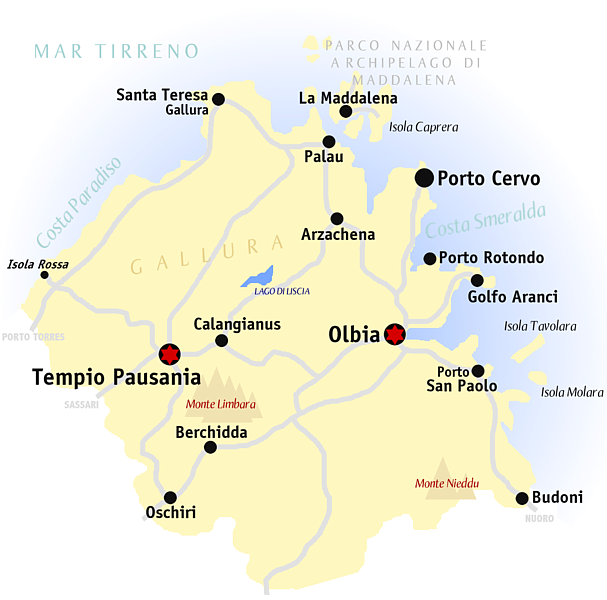
Мапа провінції

## Основні муніципалітети
Найбільші за кількістю мешканців муніципалітети (ISTAT):
- Ольбія - 52.832 осіб
- Темпіо-Паузанія - 14.244 осіб
- Арцакена - 12.803 осіб
- Ла-Маддалена - 11.675 осіб
- Санта-Тереза-Галлура - 5.115 осіб
- Будоні - 4.754 осіб
- Каланджанус - 4.478 осіб
- Палау - 4.373 осіб
- Сан-Теодоро - 4.088 осіб
- Буддусо - 4.035 осіб